# Фугасный огнемёт
Фугасный (пороховой) огнемёт — разновидность струйного огнемёта, принцип действия которой основан на метании зажигательной смеси не за счёт давления сжатого воздуха, подаваемого из баллона (так называемый пневматический огнемёт), а за счёт давления пороховых газов, образующихся при подрыве специального метательного заряда; в свою очередь, фугасные огнемёты подразделяются на поршневые и беспоршневые. Фугасный принцип действия могут иметь как ранцевые, так и тяжёлые и танковые огнемёты.
По сравнению со струйным огнемётом с традиционным принципом действия фугасный огнемёт характеризуется более высоким давлением в резервуаре и, как следствие, более высокой начальной скоростью выталкиваемой огнесмеси и значительно большей эффективной дальностью действия; это стало причиной того, что принцип использования пороховых газов стал преобладающим в конструкции струйных огнемётов.

## История

### Первая мировая война и межвоенный период
Первым в мире фугасным огнемётом стал российский тяжёлый СПС, предложенный в июне 1916 году инженерами Странденом, Поварниным и Столицей и имевший массу 32,5 кг, дальность действия 35—50 м и время действия 1—2 секунды. В начале 1917 года огнемёт поступил в серийное производство на построенном годом ранее Казанском нефтеперегонном заводе, где до окончания Первой мировой войны были выпущены 362 экземпляра устройства. Первое боевое применение СПС произошло при обороне РККА Каховского плацдарма осенью 1920 года.
Фугасный принцип действия также имели некоторые советские танковые огнемёты межвоенного периода, например автоматический пороховой огнемёт конструкции НАТИ.

### Вторая мировая война
В период Второй мировой войны в СССР были созданы и очень активно применялись (в том числе прорабатывались различные варианты их использования в качестве танковых) тяжёлые однозарядные фугасные огнемёты ФОГ-1 и ФОГ-2, ставшие наиболее известными и узнаваемыми среди подобных устройств. Принцип давления пороховых газов метательного заряда использовался также в конструкции практически всех созданных в этот период танковых огнемётов, устанавливавшихся на советских огнемётных танках: АТО-41, АТО-42, ОТОГ. В 1942 году в нацистской Германии был принят на вооружение фугасный огнемёт Abwehrflammenwerfer 42, представлявший собой копию ФОГ-1.

### Послевоенный период и современность
В послевоенный период фугасный принцип действия практически вытеснил в конструкциях струйных огнемётов подачу сжатого газа из баллонов, и остаётся преобладающим до настоящего времени. В 1950-е годы в СССР были созданы ранцевый ЛПО-50 и тяжёлый ТПО-50, состоявшие на вооружении армий СССР и некоторых других государств (ЛПО-50 был снят с вооружения в 1970-х годах, тогда как более эффективный ТПО-50 продолжает состоять на вооружении армий России и Китая). Также принцип использования давления пороховых газов использовали все советские послевоенные танковые огнемёты: АТО-1, ОМ-250, АТО-200.
После появления существенно более эффективных реактивных огнемётов струйные огнемёты всех типов стали стремительно уступать им место; этот процесс затронул и фугасные огнемёты, и в настоящее время они практически не встречаются, а новые их модели не разрабатываются.